# Plazovje
Plazovje este o localitate din comuna Laško, Slovenia, cu o populație de 20 de locuitori.